# 機動戦士ガンダムF91の登場人物
機動戦士ガンダムF91の登場人物（きどうせんしガンダムエフきゅうじゅういちのとうじょうじんぶつ）は、アニメーション映画『機動戦士ガンダムF91』に登場する、架空の人物を列挙する。
また、特に説明が必要な人物は各人の項目を参照。

## 民間人
以下の人物の詳細は各項目を参照。
- シーブック・アノー
- セシリー・フェアチャイルド

### アーサー・ユング
Arthur Jung
声 - 松野太紀
フロンティア総合学園機械科の黒人の生徒で、シーブック・アノーの友人。16歳。ロイとファミリー・ネームが同じであるが、小説版では血縁であることを否定している。
明るい性格で、仲間内ではムードメーカー的な存在だったようである。クロスボーン・バンガード（C・V）襲撃当日に行われていた学園祭では、シシカバブーの露店「マハラジャ」を切り盛りする。
C・Vの襲撃に対し、避難中に敵との徹底抗戦を訴えるロイ・ユングの呼び掛けに応じて、友人のサム・エルグ、ジョージ・アズマと共に戦闘に参加する。アーサーの乗り込んだガンタンクR-44は整備不良のままC・Vの迎撃に向かうが、デナン・ゲーの攻撃により主砲弾が誘爆。車上にいたために爆風で吹き飛ばされ、建物の壁に激突して命を落とす。小説版では砲塔がえぐれるほどの爆発に巻き込まれ、四散している。

### クリス
Chris
声 - 遠藤章史
ロイ戦争博物館の学芸員。30歳。ガンタンクR-44の操縦を行った3人の中では唯一爆発に巻き込まれて死んでいない人物である。ガンタンクが破壊されるとコクピットから逃げ、その後の消息は不明である。

### コチュン・ハイン
Kochun Hein
声 - 吉田古奈美
シーブック達に保護された避難民の赤ん坊。1歳。母親は逃避の最中にGキャノンがばらまいた薬莢が頭部に直撃し死亡。ロイ戦争博物館に向かう途中のセシリーに拾われ、以降はドロシーたちが面倒を見る。

### サム・エルグ
Sam Ehrug
声 - 高戸靖広
フロンティア総合学園電子科の生徒で、シーブック・アノーの友人。16歳。少し口うるさいが、積極的で行動力も持ち合わせている。ガンダムF91での出撃をためらうシーブックに対し自分が出撃すると言ったり、スペース・アークの対空砲火担当を志願したりと好戦的な一面を見せる。
漫画『機動戦士ガンダムF91プリクエル』によれば、軽音部でバンドを組んでおり、ドラムを担当している。シーブックは「上手だと思う」と評価しているが、本人曰く「遊び」であり、ミュージシャンを目指すつもりはない。

### ジョージ・アズマ
Georgi Azuma
声 - 西村智博
フロンティア総合学園普通科の生徒で、シーブック・アノーの友人。17歳。おとなしい性格だが、行動力には見るべきものがある。スペース・アークの船内作業の手伝いをしながら、仲間達とともにフロンティア・サイドを脱出する。

### ドロシー・ムーア
Drosie Mua
声 - 折笠愛
フロンティア総合学園普通科の生徒で、シーブック・アノーの友人。16歳。父親は連邦軍の情報局員（小説版によれば、ムーア情報局情報2課勤務。また、このため父に反抗的になっている）。見た目こそ派手なギャルではあるが、温厚で世話好きな性格。難民としてスペース・アークに乗り込んだ子供の世話をしながら、フロンティア・サイドを脱出する。
劇中では初対面の相手に、面倒を見ているコチュンが自分の子ではないと説明する場面があるが、初期設定では「ドロシー・ハイン」とコチュンと同じ姓であった。

### ドワイト・カムリ
Dwight Camury
声 - 子安武人
フロンティア総合学園の生徒会長で、シーブック・アノーの友人。18歳。駐留軍の副司令官（小説版によれば階級は代将）の息子。避難民グループの中で最年長であるため、リーダーとして活躍しなければならないという自覚を持っているが、育ちの良さからか芯の弱い面もあり、一時はガンダムF91を土産にしてコスモ・バビロニアへ投降することをシーブックに提案している。以降はスペース・アークのパイロットとして目覚ましい働きを見せ始めるシーブックの陰に隠れることになるが、物語終盤ではスペースボートに乗り組んだ年下の子供たちを守る役割を見事に果たしている。

### ベルトー・ロドリゲス
Bertuo Rodriguez
声 - 伊倉一恵
リィズ・アノーのクラスメイトでボーイフレンド。11歳。避難民としてスペース・アークに保護される。活発な少年で、スペース・アークにおいても率先して作業を手伝う。反面性格の悪い所もあり、ミゲン・マウジンの食事を横取りしたり、誤って甲板に大量の銃弾をばら撒いてしまいコズモとビルギットが転んだ際に、その場から逃げだそうとしたりしている。
初期設定における名前は「ベルトア・ロドリゲス」であった。

### ミゲン・マウジン
Migen Maujin
声 - 神代知衣
シーブック達に保護された避難民の少年。6歳。泣き虫な性格で、同じ避難民であるリア・マリーバに宥められることが多い。
声優はエンディング・クレジットや公開当時の書籍にも記載されていなかったが、公式サイトで確認できる。

### リア・マリーバ
Leah Mariba / Leah Maríba
声 - 小林優子
シーブック達に保護された避難民の少女。5歳。勝気な性格のようで、幼いながら食事の準備をしたり、泣きじゃくるミゲン・マウジンを宥めたりと様々な手伝いをする。

### リィズ・アノー
Rees Arno
声 - 池本小百合
シーブックの妹で、フロンティアIVの小学校に通う5年生。10歳という幼い少女だが、苦境にも負けない芯の強さを持っている。特技はあやとりで、この特技がF91起動の重要な鍵となる。
なお、当初はもっと目を大きくして愛らしさを強調することも安彦良和は考えたが、富野由悠季がそれを嫌ったこと、そして両名ともリィズが美少女マニアのアイドルになることを何よりも嫌ったことから、ごく控え目に描かれることになった。
母モニカと同様に『機動戦士クロスボーン・ガンダム』でも消息や生死については触れられていない。

### レズリー・アノー
Leslie Arno
声 - 寺島幹夫
シーブック・アノーの父。47歳。金属工学の権威であるが、研究が軍事転用されることを嫌って辞職し、フロンティアIV建設工事の労働者（溶接工）として生活する。口数は少ないが家族を深く愛する人物で、仕事に夢中で家庭をおろそかにする妻モニカについても「彼女の仕事も愛している」と理解を示す。
劇中冒頭で、コロニー外壁での作業中にC・VのMSの侵入を目撃し、同僚とともに退避する。ノーマルスーツのままエレバイクに乗ってコロニー内を走行中にガンタンクを見つけ、シーブックたちと合流。スペース・ボートでの脱出の際に手動でハッチを開けるが、逃げ遅れた子供を発見し港に残る。小説版では、サムのスペース・ボートの操縦が不慣れなために、船外にいたレズリーだけが取り残される。
その後、C・Vへの抵抗運動に参加。小説版によれば、会社命令でコロニーの修理に駆り出された際にC・Vの内通者と接触し、カロッゾがフロンティアIで大量殺戮をおこなう予定であることを知ったためである。式典でカロッゾを狙撃したのも仲間であり、狙撃には反対するが、一部の過激派が大衆の前で殺すことによる宣伝効果を狙ったとされる。式典会場付近にいたのは、狙撃が成功か否かを見届けるためである。そこでC・Vに追われるシーブックを見つけ、ワゴン車に乗せ逃走するが、アンナマリー小隊のエビル・Sによって車を破壊され重傷を負う。その後、ガンダムF91のコックピット内で息を引き取る。小説版では、シーブックや同志の青年とともにスペース・ボートで脱出するが敵MSに見つかり、爆薬で抵抗を試みるもコックピットにビーム・ライフルの直撃を受け、そのビーム粒子で体に無数の穴が開き死亡する。
初期設定における名前は「レスビー・アノー」であった。

### ローバー
Rohbár / Rohbar
声 - 田口昂
ロイ戦争博物館の学芸員。52歳。ロイ・ユング、クリスと共にガンタンクR-44で出撃するも、ロイ同様誘爆に巻き込まれて死亡する。遺体はその後サム、ドワイト、セシリーによって路上に投げ捨てられている。小説版では、砲塔がえぐれるほどの爆発に巻き込まれ、直下の砲座に座っていたため上半身を粉砕される。残った下半身はシーブックとジョージによって排除される。

### ロイ・ユング
Roy Jung
声 - 大木民夫
フロンティアIVのロイ戦争博物館の館長で、通称「将軍」（一説によると連邦軍退役軍人）。60歳。ソ連軍風の戦車帽を被っている。
近隣でも変人であると評判の偏執的な武器マニアで、刀剣といった旧世紀の武器から公国軍モビルスーツのレプリカ等、多種多様の武器を収集し、さらにその一部を整備して稼動可能な状態にしている（ただし、本人にMS操縦技能はない）。学芸員であるクリス、ローバーと共に、ガンタンクR-44でクロスボーン・バンガードに戦いを挑む。
「フロンティア4を護らんと博物館が金を受け取る場所が無くなる」と延べ、クロスボーン・バンガードに制圧された議事堂を奪還すべく発進したロイ達は、戦火に逃げ惑うシーブック達学生にも戦いを強要する。それが冷静さを欠いたアーサー達には正論に聞こえたのか、ロイと行動を共にする事になってしまう。しかし、最新鋭モビルスーツを操るクロスボーン・バンガードに、旧型で勝てるはずもなく、上空を警戒していたデナン・ゲーのビームサーベルをキャノン砲に受け誘爆。ロイは命を落とす。
小説版では、ローバーの戦死後にガンタンクを放棄してクリスとともに博物館に逃げ帰る。
漫画『機動戦士ガンダム デイアフタートゥモロー ―カイ・シデンのメモリーより―』では、宇宙世紀0105年のサイド3「一年戦争展」に出席している。同展の展示内容が彼の主観ではあまりにお粗末であるからという理由で、兵器関係のオブザーバーを買って出ており、自身の所有するコレクションを貸し出している(ジオン系の展示物に至ってはその数4分の1に及ぶ)。また、地球にあるジュードー・コバヤシ(ハヤト・コバヤシ)の博物館へも赴いていたようであり、そこに展示してあるコクピットがコア・ブロックのままであるガンキャノンと比較して、今回の一年戦争展で展示してあるガンキャノンはコクピット部分をジェガンの全天周囲モニター・リニアシートに変更していたことを不満に思う。この子供騙しな展示ではいずれミリタリーマニア共に付け込まれる恐れがあると、出席者のカイ・シデンに苦言を呈している。サイド4での開発計画「NEWコロニー建造計画」における各所の仲介者を担っているとされる。

## レジスタンス

### エルム夫人
Elm
声 - 峰あつ子
レジスタンスに参加する中年の女性。35歳。気丈な性格で、コズモ・エーゲスと並ぶレジスタンスの中心人物だったようである。

### コズモ・エーゲス
Cosmo Eigesse
声 - 渡部猛
地球連邦軍の退役軍人（元大佐）で、C・Vの襲撃に抵抗するレジスタンスの中心人物。58歳。フロンティアIV駐留の連邦軍部隊の壊滅後に連邦軍残存部隊や民間人を寄せ集めて、レジスタンスを結成する。
自ら武器を手に取って戦いながら陣頭指揮に立つなど勇猛果敢な面はあるが、性格は自己中心的で傲慢。人の意見を全く聞かず、感情的に怒鳴り散らすことが多く、決してリーダーに向いているとはいえない。彼の元に集まった抵抗派の面々もそれは理解していたようで、陰では「コズミック（言うことだけ大きい、大風呂敷の意）」と呼んでその我儘な言動を揶揄しており、シーブックに至っては「ジジイ」と陰口を叩いている。
統制は取れていないものの、連邦軍の練習艦スペース・アークや新鋭モビルスーツ・ガンダムF91を保有することになったレジスタンスは、一時的にC・Vの部隊を撃退する事に成功する。スペース・アークの出航後、コズモの部隊はコロニー防衛のために別行動をとるが、カロッゾ・ロナが発動させた無人兵器バグの襲撃を受ける。バグを「たかがコマ」と比喩しバズーカで応戦するも敵わず、地形ごと肉体をチェーンソーで切り裂かれ戦死。報告によれば、コズモ隊は全滅したという。
漫画版ではレアリーが登場しないため、代わりに彼がスペース・アークの艦長になっており、そのため死亡もしない。また、フロンティアIVから子供だけで脱出してきたシーブック達を気遣ったりするなど、比較的まともな人間として描かれている。

### ミンミ・エディット
Minmi Editoh
声 - 千原江理子
元は看護学校の生徒だった少女で、レジスタンス内で負傷者の治療を担当する。18歳。勝ち気な性格で、弾薬を甲板にばら撒いた際に逃げようとするベルトー・ロドリゲスを突き飛ばし胸ぐらを掴んで叱りつけるなど、やや乱暴で手厳しい面があるが、正義感の強い性格の表れによるもので根は優しい人物である。看護師という役割に強い自負を持っているのか、MSを撃墜されコックピットから飛び出した所を銃撃されて負傷したC・Vのパイロットを救うために積極的に飛び出している。その後の生死は不明。
なお完全版では、一緒にいる子供の口を塞いで息を止め、バグをやり過ごしているシーンが描かれている。
キャラクターデザイン担当の安彦良和の、お気に入りのキャラクターのひとり。

## サナリィ

### モニカ・アノー
Monica Arno
声 - 荘司美代子
シーブックの母で、サナリィの技術者。44歳。F91に搭載されているバイオ・コンピュータの開発責任者。かなりの仕事人間らしく、長らく家庭には戻っていない。クロスボーン軍の襲撃時にF91を目撃し、サナリィのスタッフでは唯一フロンティアIに残り、子供達を探す。スペース・アークでシーブックと再会するが、自分の開発したモビルスーツに我が子が乗っていることにショックを受け、スペース・アークのメカニックから機体整備の協力依頼を拒否してしまう。しかし、ナントやシーブックの説得もあって、状況を受け入れ、全面的に協力するようになる。ラストシーンでは、ラフレシアとの戦闘後、行方不明となったセシリー・フェアチャイルドを探すシーブックを、技術面と精神面の双方をもって導き、母親として助言を与えている。
他のキャラクターと同様に、以降の消息や生死については（特に設定されていないため）不明であり、息子シーブックが登場する『機動戦士クロスボーン・ガンダム』でも家族については触れられていない。
初期設定における名前は「モニーク・アノー」であった。

## 地球連邦軍

### グルス・エラス
Gruce Erras
声 - 竹村拓
スペース・アークのメカニック。20歳。ガンダムF91の整備担当で、根っからの技術屋。一部落丁したマニュアルと不完全なビデオを傍らに、F91の整備をおこなう。小説版によると子持ちである。シーブックがリィズのために遠慮してほしいと申し出ていたにもかかわらず、F91のバイオコンピューターの情報欲しさに、開発責任者であるシーブックとリィズの母親が映っているVTRをリィズに見せてしまい、シーブックの顰蹙を買ってしまう。一方で、大人としての責任感も合わせ持っており、F91で戦果を挙げていったシーブックが、増長してセシリーのいるフロンティアIVに単身で乗り込んだ結果、再会した自分の父親であるレズリーを死なせてしまった事には激昂し、その無責任さを厳しく叱責している。

### ケーン・ソン
Cain Sohn
声 - 佐藤浩之
地球連邦軍曹長。航法士として、民間人だらけのスペース・アーク艦長代理となったレアリーを冷静かつ的確に補佐する。

### ケーニー・ハーハー
Kaynee Hahhah
スペース・アークに所属する正規のメカニック。高めの身長と刈り上げられた髪型が特徴。

### ジェシカ・ングロ
Jessica N'guro
声 - 天野由梨
連邦軍の士官候補生で、階級は少尉。20歳。正規クルー不在のスペース・アークでオペレーター代理を務める。真面目な性格で、色黒の外見以外はほとんど印象に残らない地味な人物でもある。

### ストアスト
Stoasto
声 - 池田勝
地球連邦総督府の高官で、「長官」とよばれる。クロスボーン・バンガードの戦力を低く見ており、バカンス地からのニュース番組で、報道官からコメントを求められた際に「（連邦軍とクロスボーン・バンガードの戦争は）酔っ払い同士の喧嘩みたいなもの」と評している。

### ディーナ・ジョク
Dina Jyok / Dina Gyok
スペース・アークに所属する正規のメカニック。浅黒い肌と口髭が特徴。

### ナント・ルース
Nanto Roos
声 - 大友龍三郎
スペース・アークに所属するメカニックチーフの黒人男性。21歳。軍艦にとっては邪魔者でしかない避難民の子供たちにも優しく接している。
シーブックがＦ９１に乗っていることを知り「自分の子を乗せるために作ったわけじゃない」と嘆くモニカに「そうでない他人が死ぬなら構わないのか？」と苦言を呈した。

### バルド
Bardo
声 - 若本規夫
地球連邦軍中尉。28歳。フロンティア・サイドが襲われた際に、戦争博物館近くで連邦軍の部隊を指揮する。冷酷な性格で、シーブックら避難民と子供を人間の盾にしようとして協力させようとするが、シーブックらが抵抗したため、拳銃で銃撃を加える。
その後はレジスタンスに合流し、シーブックらの戦艦とは別の場所でモビルスーツに対し爆撃をおこなう。スペース・アークの出航後はコロニー防衛のためにレジスタンスや残存軍人で「バルド隊」を編成し別行動をとる。バグ襲撃後の消息は不明だが、報告によればバルド隊は全滅したとされる。

### ビルギット・ピリヨ
Berghito Pirieau
声 - 塩屋翼
モビルスーツ・ヘビーガン24番機のパイロット候補生。22歳。階級は少尉。小説版によれば、あと1ヶ月の訓練が終了すれば、正規のパイロットになれるという。
C・VによるフロンティアIV襲撃のあと、コズモによってフロンティアIの練習艦スペース・アークに集められ、クロスボーン・バンガードとの戦いに参加することになる。
戦果はモビルスーツ撃破1（アンナマリー機が発信した味方信号に戸惑い、動きを止めた敵機を撃ち落としたもの）。スコアこそ目立たないが、他の連邦軍機が次々と撃ち落とされていく中でほとんど損耗することはなく、更にはまだ候補生でありながらザビーネ率いる精鋭の「黒の戦隊」（ブラックバンガード）所属のデナン・ゲーとも旧式機のヘビーガンで対等に渡り合ってみせるなど、パイロットの素養は決して低くないことが描写されている。
スペース・アークに収容した多数の民間人を戦いの足手まといとしてかなり疎んじているが、実力を認めた相手に対しては、妬まずにその力を十全に発揮できるよう献身的に協力する。囮となって敵を足止めし、シーブックのF91が攻撃に回るという連携で数に勝るC・VのMS隊に対して互角以上に渡り合うほか、コズモの発言に「乗せられるなよ」と自分より若いシーブックを思いやる面も見せていたが、C・Vから投降したセシリーを「仕掛けたのは、そっちなんだよ！」と責めたてる一幕もあった。
シーブックの僚機として活躍するが、バグの群れと交戦した際に戦死している。劇場公開版では何の前振りもなくバグに撃墜されているが、完全版ではシーブックやセシリーと共に出撃するも、民間人を狙うバグを惹きつけようとして前に出すぎたために囲まれて撃墜されるという、最期の描写がより詳細に描かれている。

### マヌー・ソーフ
Manu Sofu
スペース・アークに所属する正規のメカニック。階級は下士官。細面で帽子を被っているのが特徴。

### マヌエラ・パノパ
Manuela Panopa
声 - 鈴木みえ（現:一龍斎貞友）
連邦軍の士官候補生で、階級は少尉。20歳。正規クルーの居ないスペース・アークで操舵手代理を務める。性格は陽気で肝も据わっている。F91の頭部を見た際に初めて「ガンダム」の名を口にしている。

### レアリー・エドベリ
Leahlee Edeberry
声 - 横尾まり
地球連邦軍の中尉で、スペース・アークの艦長代行。22歳。堕落しきっていた連邦軍の中ではかなりまともな軍人で、寄せ集め所帯のスペース・アークのクルーを指揮した。ちなみに、起動準備中だったF91の頭部を見て、「昔の有名なモビルスーツ」を連想し、「ガンダム」と命名した人物である。

## ロナ家
本項では、ロナ家の人物およびその関係者を挙げる。ロナ家以外のクロスボーン・バンガード（C・V）関係者は別項を参照。
以下の人物はリンク先を参照。
- ベラ・ロナ

### 家系図
アニメ版『F91』の舞台である宇宙世紀0123年までのロナ家の家系図を示す。のちの時代を描いた漫画『機動戦士クロスボーン・ガンダム』シリーズでは、ベラはシーブックと結婚し、2児をもうけている。
アニメ版と小説版で設定が異なる部分は前者を優先。青地は男性、赤地は女性をあらわす。
|          |          |          |          |              |              |              |              | シャンホルスト | シャンホルスト | シャンホルスト | シャンホルスト | シャンホルスト | シャンホルスト |              |              | （不明）     | （不明）     | （不明） | （不明） | （不明）   | （不明）   |            |            |            |            |          |          |          |          |        |        |          |          |          |          |          |          |  |  |  |  |
|          |          |          |          |              |              |              |              | シャンホルスト | シャンホルスト | シャンホルスト | シャンホルスト | シャンホルスト | シャンホルスト |              |              | （不明）     | （不明）     | （不明） | （不明） | （不明）   | （不明）   |            |            |            |            |          |          |          |          |        |        |          |          |          |          |          |          |  |  |  |  |
|          |          |          |          |              |              |              |              |                |                |                |                |                |                |              |              |              |              |          |          |            |            |            |            |            |            |          |          |          |          |        |        |          |          |          |          |          |          |  |  |  |  |
|          |          |          |          |              |              |              |              |                |                |                |                |                |                |              |              |              |              |          |          |            |            |            |            |            |            |          |          |          |          |        |        |          |          |          |          |          |          |  |  |  |  |
|          |          |          |          | エンゲイスト | エンゲイスト | エンゲイスト | エンゲイスト | エンゲイスト   | エンゲイスト   |                |                | マイッツァー   | マイッツァー   | マイッツァー | マイッツァー | マイッツァー | マイッツァー |          |          | レイチェル | レイチェル | レイチェル | レイチェル | レイチェル | レイチェル |          |          |          |          |        |        |          |          |          |          |          |          |  |  |  |  |
|          |          |          |          | エンゲイスト | エンゲイスト | エンゲイスト | エンゲイスト | エンゲイスト   | エンゲイスト   |                |                | マイッツァー   | マイッツァー   | マイッツァー | マイッツァー | マイッツァー | マイッツァー |          |          | レイチェル | レイチェル | レイチェル | レイチェル | レイチェル | レイチェル |          |          |          |          |        |        |          |          |          |          |          |          |  |  |  |  |
|          |          |          |          |              |              |              |              |                |                |                |                |                |                |              |              |              |              |          |          |            |            |            |            |            |            |          |          |          |          |        |        |          |          |          |          |          |          |  |  |  |  |
|          |          |          |          |              |              |              |              |                |                |                |                |                |                |              |              |              |              |          |          |            |            |            |            |            |            |          |          |          |          |        |        |          |          |          |          |          |          |  |  |  |  |
| テス     | テス     | テス     | テス     | テス         | テス         |              |              | ハウゼリー     | ハウゼリー     | ハウゼリー     | ハウゼリー     | ハウゼリー     | ハウゼリー     |              |              | ナディア     | ナディア     | ナディア | ナディア | ナディア   | ナディア   |            |            | カロッゾ   | カロッゾ   | カロッゾ | カロッゾ | カロッゾ | カロッゾ |        |        | （不明） | （不明） | （不明） | （不明） | （不明） | （不明） |  |  |  |  |
| テス     | テス     | テス     | テス     | テス         | テス         |              |              | ハウゼリー     | ハウゼリー     | ハウゼリー     | ハウゼリー     | ハウゼリー     | ハウゼリー     |              |              | ナディア     | ナディア     | ナディア | ナディア | ナディア   | ナディア   |            |            | カロッゾ   | カロッゾ   | カロッゾ | カロッゾ | カロッゾ | カロッゾ |        |        | （不明） | （不明） | （不明） | （不明） | （不明） | （不明） |  |  |  |  |
|          |          |          |          |              |              |              |              |                |                |                |                |                |                |              |              |              |              |          |          |            |            |            |            |            |            |          |          |          |          |        |        |          |          |          |          |          |          |  |  |  |  |
|          |          |          |          |              |              |              |              |                |                |                |                |                |                |              |              |              |              |          |          |            |            |            |            |            |            |          |          |          |          |        |        |          |          |          |          |          |          |  |  |  |  |
| シェリー | シェリー | シェリー | シェリー | シェリー     | シェリー     |              |              | ディナハン     | ディナハン     | ディナハン     | ディナハン     | ディナハン     | ディナハン     |              |              |              |              |          |          | ベラ       | ベラ       | ベラ       | ベラ       | ベラ       | ベラ       |          |          | ドレル   | ドレル   | ドレル | ドレル | ドレル   | ドレル   |          |          |          |          |  |  |  |  |

### エンゲイスト・ロナ
小説版に登場。シャンホルストの長男で、マイッツァーの兄。作中でのフルネームはエンゲイスト・ブッホだが、年表ではロナ姓で表記されている。地球連邦政府の中央議員であり、中央議会の閣僚を務めたこともある。政界を引退後、宇宙世紀0110年4月にコロニー公社の副総裁として天下りする。その後、1期のみであるが総裁も務める。
漫画『機動戦士ガンダムF90 ファステストフォーミュラ (F90FF)』では、エゥーゴ派の議員としてサイド2コロニー「アメリア」を基盤に中央議会に進出したとされる。また「シャアの反乱」終結後に、サナリィの再編を図ったとされる。
小説版および漫画版『機動戦士ガンダム Twilight AXIS』では、宇宙世紀0096年頃に地球連邦政府の非公開議事でアクシズの「サイコ・フレーム回収計画」の実施が決定したことをシャンホルストに伝える。また、フロンティア・サイドの建設計画（当時はまだサイドの名称が決定したばかり）にも関与していることが示唆されている。

### カロッゾ・ロナ
Korozo Ronah
声 - 前田昌明
クロスボーン・バンガードの総司令官。45歳。ナディアの夫で、ドレルとベラの父。
「鉄仮面」と呼ばれ、常に頭部を覆う仮面（小説版ではプラチナ製とされる）を被っている。素顔を隠しているため、カロッゾ本人ではなく影武者であるとする説もある。ベラとマイッツァーが再会した際の回想で以前の素顔が確認でき、頭髪は紫色であるが、小説版上巻扉絵のロナ家の集合写真のイラスト（美樹本晴彦による）では金髪になっている。
小説版によれば、結婚前の名前はカロッゾ・ビゲンゾンで、ヨーロッパ貴族の末裔もいる家系の生まれである。大学院では、バイオ・コンピューターに関する研究をおこなっている。ハウゼリーの結婚式が終了した夜、婚約者のナディアによってマイッツァーに引き合わされるが、おじけるところもなく、彼の目にも「合格」と映ったという。婿入り後はバイオ・コンピューターの開発に能力を示すとともに、マイッツァーやハウゼリーとの相性も良好である。0116年に、自身の研究課題である人の意志の強化策「ラフレシア・プロジェクト」を立案。自身の存在すべてをC・V設立とその大義実践に投げ打つ決意とともに、同プロジェクトを自身の肉体を賭けてテストすることをマイッツァーに伝えるが、「今はやめておけ」と保留される。しかし、ブッホ・コロニーの住民構成を多国籍にして地球連邦での地位を高めるためや人質として、社外の人間を移住させることを提案し、同年5月（翌0117年とも）にまずは若い芸術家とスポーツマンに教育の場を提供する。
ハウゼリーが暗殺された0118年から1年をかけて自身を「強化」し、翌0119年からラフレシア・プロジェクトを発動。鉄仮面を着け、マイッツァーからC・Vの指揮権を委譲される。隊員たちへの訓示の中で同隊の真の目的が「旧来のシステムに取り込まれた人々の粛清」、すなわちコスモ・バビロニア建設の尖兵としての虐殺であることを告白するも支持を得る。
漫画『機動戦士ガンダムF91プリクエル』でも、上記のマイッツァーからのC・Vの指揮権委譲や、隊員たちへの訓示の場面が描かれた。なお前者の場面では鉄仮面のデザインがやや異なる（初期稿に近い）。
漫画『F90FF』では、0115年頃にはマイッツァーからブッホ・コンツェルンの私兵集団「バーナムの森」の指揮を委ねられている。また、0116年1月22日にはサイド1コロニー「ロンデニオン」のホテルで、フォンセ・カガチから地球のブリエット家と木星との縁談について相談を受けている。また、同年にFF隊に配属されたバズ・ガレムソンの「本当の雇い主」であり、テロ組織である「黄金の鷲」と「レガシィ」の出資者でもあるとされる。
0123年3月16日、C・Vの総司令官としてフロンティアIVの制圧を指揮（小説版より）。26日、フロンティアIV政庁舎前で開催された式典で演説をおこない、その際に反対派によって頭部に狙撃を受けるも、仮面は銃弾を跳ね返す。
30日にフロンティアIを、地球と月の人類を抹殺するために極秘裏に開発していた自動殺戮兵器「バグ」の実験場として解き放ち、コロニー内部の人間を無差別に虐殺する。小説版によれば、この作戦はマイッツァーを含むすべての人々が反対することが確実なため隠密裏に実施する必要があるが、テスト結果が間違いないものと確認できれば、C・Vのすべての人々の口を封じることができると確信している。また、今後マイッツァーには隠居してもらうつもりでもあるため、これについて認可を受けるつもりはなかったという。そして、これにより隠者として世の指弾のすべてを受けるために素顔を隠したとされる。
バグのコントロール艦であるガル・ブラウを撃沈された際には、それがベラによるものと確認されていないにもかかわらず「家庭の問題だからな」と言い、モビルアーマー・ラフレシアに搭乗して出撃。連邦軍の月からの援軍を全滅させる。ガンダムF91およびビギナ・ギナとの戦闘ではコックピットから平然と生身で宇宙空間に飛び出し、ビギナ・ギナのコックピットを素手でこじ開け、反抗するベラを放り出す（その際の会話で、強化人間になった理由を「人類の10分の9を抹殺しろと命令されればこうもなろう」と述べている）。その後F91の「質量をもった残像」に翻弄され、テンタクラー・ロッドでみずからのコックピットを攻撃して自滅する。
『愛と戦いのロボット 完全保存版』で発表されたアンケート「みんなで選ぶロボットアニメーションベスト100」では、「一番極悪な悪役・敵役は？」で第35位（カロッゾ名義）、第37位（鉄仮面名義）、「一番美しい悪役・敵役は？」で第70位にランクインした。

### シェリー・ロナ
小説版に登場。ハウゼリーの長女で、父の死後はマイッツァーに引き取られる。コスモ・クルス教の教祖であるが、霊的な素養などは後天的に付与されたといわれる。
漫画『F91プリクエル』では、ハウゼリー暗殺から半年後の姿が描かれた。漫画『機動戦士クロスボーン・ガンダム』ではシェリンドン・ロナの名で登場する。

### シオ・フェアチャイルド
Theo Fairchild
声 - 大木民夫
ナディアの再婚相手で、ベラ（セシリー）の継父。40歳。
小説版によれば、ナディアが結婚前に交際していた男性のひとりであり、小説家を目指しながら中年になっても独身のままサラリーマンを続けるが、ナディア（と娘のベラ）とサイド3に駆け落ちする。のちに3人でフロンティアIVに移住し、小説家をあきらめ「テスのパン屋」を開業する。
ある日、店に訪れた弁護士からナディアとセシリーの本当の出自を知らされ、セシリーをロナ家に引き渡せば相応以上の謝礼が払われることを告げられる。その後、別の仲介人から発振器内蔵のイヤリングを渡され、セシリーに理由を告げずに事前に知らされていた「侵攻」（MSを投入する大規模なものとは聞かされていない）の日に着けるよう手渡す。
C・Vのフロンティア・サイド侵攻の際には、ノーマルスーツを着て配達用のエレカで戦闘状態となったコロニー内のセシリーを探しまわる。スペース・ボートの発着場で友人たちとフロンティアIVを脱出しようとするセシリーを発見し引き留めるために銃を向け威嚇射撃をおこない、止めに入ろうとするシーブックに発砲して負傷させる。直後にMSに乗って来たドレルにセシリーを引き渡し、高笑いしながらその場を去る。
フロンティアIV制圧終了後、迎賓館でベラと会い、怒りをぶつけるベラに「せざるを得なかった」と詭弁を弄する。また、パン屋を畳んで迎賓館近くに引っ越している。小説版では、フロンティアII・III制圧後に迎賓館を訪れ、鉄仮面と面会。ベラおよびセシリーを育てた事実を口外しないことを条件に、中央官僚並の年金を死ぬまで支給される契約を結ぶ。
その後、ナディアにせがまれてセシリーを取り戻すためにロナ家を訪ねる彼女に同行するが、ナディアとカロッゾが会った直後に突然倒れ、死亡。原因は不明だが、ナディアは「人殺し」と叫んでいる。小説版では死亡せず、ロナ家を訪ねた事は不問に付され、その後の去就は不明。
『F90FF』では、著作である『霧の涯（はて）なる尖塔』を0116年にミズマ・ムエルテが紙媒体で読んでいる。ミズマによれば、「高い理想ばかり見すぎて愚かしさに取り込まれる男が主人公のファンタジー」とのこと。

### シャンホルスト・ブッホ
小説版に登場。宇宙世紀0055年に10代でスペース・ジャンク屋であるブッホ・ジャンク・インクを開業し、裕福な生活の基盤を手に入れる。また、0068年にはかつてヨーロッパ地区でそれなりの家柄であった名門ロナ家の姓を買い、シャンホルスト・ロナを名乗る。これは、将来達成すべき理想のためにこの程度の名前はもつべきであると考えてのことである。その理想とは、ジャンク屋ゆえに目にするデブリから感じる普通の人々の自然環境に対する「不感症」や、スペース・コロニーや地球の権益を独占するコロニー公社などに対する不信感から、他者に干渉されない独自の「城」を建設するというものである。これは0084年7月8日にサイド1の外れに球形の自社コロニー（ブッホ・コロニー）を完成させることで達成し、10数年後にコロニーの邸宅で幸福な死を迎える。ただし、独自のコロニーを必要とする真の理由は「政治結社」の創設であったとされる。
小説版および漫画版『機動戦士ガンダム Twilight AXIS』では、往年は「財界の怪物」とささやかれたといわれ、宇宙世紀0096年頃には地球のロナ家本邸に滞在している。長男エンゲイストから地球連邦政府の「サイコ・フレーム回収計画」の実施が決定したことを伝えられ、自分や次男マイッツァーに何かあったときのために、エンゲイストに以後この件に関与しないよう言い含める。また、漫画版ではサナリィのブレンドレルと通信を交わすなど、出番が増えている。翌0097年に逝去。

### ディナハン・ロナ
小説版に登場。作中ではファースト・ネームのみ表記され、フルネームは『データガンダム』による。ハウゼリーの長男で、シェリーの弟。父の死後はマイッツァーに引き取られる。C・Vのフロンティア・サイド制圧後、政庁のひとつを運営させる予定であったとされる。
漫画『F91プリクエル』では、ハウゼリー暗殺から半年後の姿が描かれた。

### テス・ストウクラッツ
小説版に登場。ハウゼリーの妻となるが、結婚後はファースト・ネームで表記されるのみで、ロナ姓では表記されない（『データガンダム』では「テス・ロナ」と表記）。父はスーパーマーケットの巨大チェーン「ナイス・グロズリー」を経営。ロンデニオンでの結婚式は、テレビ中継されるほど盛大なものであった。夫の政治家としての理念に同調するが、夫が暗殺されると狂乱状態におちいり、その後死ぬまで認知症となる。
漫画『F91プリクエル』では、マイッツァーの自室の机に飾られた家族写真の中で、赤ん坊のディナハンを抱いている。

### ドレル・ロナ
Dorel Ronah
声 - 草尾毅
カロッゾの長男。18歳。アニメ版劇中では明確な描写はないものの、ナディアが母親ではなく、ベラからみて一歳違いの異母兄にあたる。小説版では設定が異なり、ナディアとの子とされる（漫画『F91プリクエル』でも同様）。
ベルガ・ダラスに搭乗するC・VのMSパイロットであり、10代ながらMS15機からなる第3戦闘大隊（ドレル大隊）を率いる指揮官でもある。小説版によれば、親の七光りではなく実力でこの地位を手に入れており、マイッツァーやほかの隊員たちの間ではニュータイプではないかと噂されている。また、もうひとりのC・Vのエース・パイロットであるザビーネ・シャルにはライバル意識を持っている。
ナディアはベラを連れて家出したためドレルはロナ家に残り、フロンティアIV侵攻の際にベラを捜索、彼女が着けているイヤリングから発信するレーザー・パルスを頼りに発見し、迎賓館に連れて行く。
小説版では、その後3月19日からのフロンティアIIおよびIIIの制圧の指揮を執るが、コロニーを無傷で手に入れるためにMSを使わず陸戦部隊によったため、制圧完了は4日後の22日までかかっている。
その後、フロンティアI鉱区の坑道の制圧に当たり（小説版では鉱区中央部にある核融合発電場を占拠）、完了後命令違反を承知でコロニー内を偵察、連邦軍部隊と交戦となるが、初出撃したF91らに部下を3機撃墜され、2機が損傷したため撤退する。フロンティアI侵攻の際には、近傍宙域に展開する連邦軍艦隊と交戦。カロッゾの戦死後、ドレル大隊はザビーネ大隊の生き残りとともに31日にコスモ・バビロニアに凱旋する。
以降の去就は不明で、のちの時代を描いた漫画『機動戦士クロスボーン・ガンダム』にも登場しない。同作の作画を担当した長谷川裕一によれば、原作者である富野由悠季との打ち合わせの際にドレルがどうなったのかを尋ねたところ、「気にしなくていいよ。忘れて」との答えが返ってきたという。
劇中には登場しないが、MSビギナ・ギナIIはドレルの専用機であったともいわれる。
漫画『F91プリクエル』では、幼少期にブッホ・コロニーの港口付近で、試作MSであるXM-00を操縦する。父カロッゾが「乗りたがったら乗せてやれ」と言ったため、管制所もしぶしぶ許可している。

### ナーイ・フレッチェン
Nye
声 - 上村典子
帰還したベラの世話をする侍女長。アニメ版のエンディング・クレジットなどではファースト・ネームのみであり、フルネームは小説版による。
小説版によれば、フロンティアIV侵攻の数年前まではマイッツァーの秘書を務めている。

### ナディア・ロナ
Nadia Ronah
声 - 坪井章子
マイッツァーの娘で、ベラの母。36歳。
小説版では、高貴なる者への躾として、何人かの貴族の末裔を名乗る者たちが家庭教師に付けられ、父の目にもハイスクール時代までは優等生に見えたとされる。しかし、大学に入学してカロッゾと出会った頃から、父に反抗的な態度をとるようになる。文学部でヨーロッパ文学を専攻していることから父の貴族趣味を鬱陶しがり、ロナ家の姓も嫌う。
カロッゾと結婚するが、普通の家庭を望むナディアと、マイッツァーの思想に心酔してゆくカロッゾとの間に不協和音が生じ、子供をもうけた直後から夫婦仲は冷めていく。ある日（フロンティアIV侵攻の10年前）、ベラを連れてロンデニオンに行ったまま消息を絶ち、以前交際していたシオとサイド3に駆け落ちする。シオにはナディア・ブッホと名乗り、両親はシャアの反乱の際に死んだと嘘をついている。その後、フロンティアIVに移住しシオとベラ（セシリーと改名）の3人で暮らすが、突然出奔。自分が家に戻れば家族が不本意な生活をしなければならなくなる危険がある旨の手紙をダイレクトメールに偽装して送る。
C・VのフロンティアIV制圧後、フロンティアIでレジスタンスの一員となり、フロンティアIVから避難してきたシーブックたちと会い、セシリーの安否を尋ねる。その後、シオを連れてフロンティアIVの迎賓館に乗り込み、セシリーを連れ戻そうとするが、結局はセシリーにも拒絶され、さらにその場でシオが倒れて叫び声を上げたところを拘束・連行される。小説版では、その後不問に付される。いずれも以降の消息は不明。

### ハウゼリー・ロナ
小説版に登場。マイッツァーの長男。交際していたパトリシアのすすめでロンデニオンのニックス・オックスフォード大学に入学し、政治学科を専攻する。卒業後は伯父であるエンゲイストの秘書となり、政界を目指す。これは、勘のいい彼が父の日常の言葉の端々から真の目的を洞察し、それを支援するためであったとされる。
宇宙世紀0110年4月の伯父の政界引退後、選挙組織を受け継ぐ。同年にテスと結婚、議員になり巨大な票田を背景に地球連邦政府の中枢に食い込んでいく。0113年4月、特殊鉱物資源の採掘を除き人類の地球降下を禁止し、不法居住者が一年以内にスペースコロニーへ移住しない場合は衛星軌道上からビーム攻撃を行う 「地球保全法」や、過度の延命治療と見られる医療行為に厳罰を下す「過当医療禁止法」を中央会議に上程するが、否決される。一方で、フロンティア・サイドの再建設計画において、「豊かで懐かしい街造り」を提唱し、大衆の支持を取り付ける。2度目の選挙に勝利したあと、0116年5月にふたたび「地球保全法案」を上程、不法滞在者のほとんどが地球連邦政府の閣僚と官僚であることを喧伝し中央議会の怒りを買うが、大衆からは支持され人気は上昇する。しかし0118年、事務所のあるホテルの前で狙撃され暗殺される。犯人は逮捕されるが、ハウゼリーを嫌っていたという供述以外に事件の背景は判然としないまま終わる。
漫画『F90FF』では、少年期に父マイッツァーとともにシャトルの窓から「シャアの反乱」におけるアクシズのオーロラの光を目撃している。父はアクシズが大気圏で燃えているのだと言うが、ハウゼリーにはもっと暖かなものに見えたという。以来アムロ・レイを「ヒーロー」と信奉し、ニュータイプの可能性を信じている。0115年のアメリアでは、サイド2市民に向けた演説の様子がテレビで放送される。「コロニー税」の一部が環境保全の名目で地球居住者のリゾート地開発に使われていると訴え、「ロナ家のプリンス」と大衆の支持を得ている。また、0116年1月22日にはロンデニオンのホテルで、入婿であるカロッゾに対し「家族」として親密な態度を見せている。同年初春、フロンティアIで入院中のディル・ライダーと面会し（ハウゼリー曰く「君の一番のファン」）、複数のジオン残党やテロ組織が手を組んで蜂起する可能性を伝えるが、同時に「オールズモビル」がフロンティアIを襲撃し、現実のものとなる。
漫画『F91プリクエル』では、暗殺から半年後に、マイッツァーの自室の机に飾られた家族写真や、壁に飾られた肖像写真として登場する。

### パトリシア
小説版に登場。アナハイム・エレクトロニクス (AE) 社の副社長の娘で、学生時代からハウゼリーと交際するが、彼が議員秘書となった2年後に破局している。

### マイッツァー・ロナ
Meitza Ronah
声 - 高杉哲平
ロナ家当主。ナディアの父で、ベラの祖父。69歳。小説版や公式サイトではマイッツアーと表記される。
小説版によれば、シャンホルストの次男である。本名はマイッツァー・ブッホであり、彼が10代の頃に父がロナ姓を買っている。この頃から父の船に同乗して事業の手法を学び、のちにブッホ・ジャンク・インクを継いでいる。父の野心の継承を決意し、利益の公共還元として宇宙世紀0081年3月14日に設立した職業訓練学校の生徒の中から優秀な人材を集めた「特種学校」として「クロスボーン・バンガード（C・V）」を創立する。
0123年、カロッゾに指揮権を譲ったC・VによるフロンティアII - IVの制圧後、3月26日のフロンティアIV政庁前でおこなわれた式典に列席。小説版では、カロッゾの演説のあとに演壇に立ち、コスモ・バビロニア建国を宣言している。以降は登場しない。
漫画『F90FF』では、0096年に亡父の跡を継いでロナ家総帥となっている。
小説版『Twilight AXIS』では、ブッホ・コンツェルンが本格的なMS開発に乗り出すためのベース機や技術を入手するために、ときには非合法な手段も必要であると考え、私兵集団「バーナム」を創設している。漫画版では、傭兵となっていた双子の強化人間フェルモ兄弟を宇宙で拘束し、バーナムに加入させる。

### レイチェル
小説版に登場。ファースト・ネームのみ表記される。マイッツァーの妻であるが、のちに離婚している。理由は「およそ夫婦らしい交渉がなかった」とのことだが、ふたりの子供（ハウゼリーとナディア）をもうけている。離婚の際に慰謝料を請求しなかったため、マイッツァーから会社を通じて、独立して生活できるだけの援助を受けている。子供たちは家庭教師と執事たちによって教育されていることからマイッツァーの手元に置いているが、彼が多忙であるため、離婚前と同じだけ会えている。のちに美術館を経営し、別の男性と再婚しているが、男性はのちに死亡し、マイッツァーとの新婚当時と変わらない生活に戻る。

## クロスボーン・バンガード
本項ではロナ家を除くクロスボーン・バンガードの隊員、および関係者を挙げる。
以下の人物の詳細はリンク先を参照。
- ザビーネ・シャル

### アンナマリー・ブルージュ
Annamarie Brougia
声 - 神代知衣
褐色の肌をもつ女性パイロット。16歳。見習い士官ながらダギ・イルスに搭乗し、偵察小隊を率いる。ザビーネ・シャルに好意を抱いている（小説版によれば、何度かベッドをともにしている）が、彼がベラ・ロナのMS教官となり行動をともにしているのを見て嫉妬し、ロナ家の女には敵わないことと、ザビーネがロナ家に取り入ろうとしているとの思いから失望する。
フロンティアI侵攻の先発隊として出撃後、そのまま離反して連邦軍に投降し、C・Vの情報を渡すことで連邦軍の一員となる（連邦軍の制服を着ている）。スペース・アークに配属され、艦内の子供たちにも懐かれている。乗機のダギ・イルスも識別のため塗り替えられる。C・Vとの戦闘では敵軍の認識コードを使って敵を混乱させるという戦法を使い「黒の戦隊」のデナン・ゾンを1機撃破。直後にザビーネのベルガ・ギロスとの一騎討ちでは左腕を斬り落とすが、「ともに死ねばお前の口惜しさは消えるのか」というザビーネの言葉に動揺した隙にコックピットをゼロ距離から撃ち抜かれて戦死。
小説版では、コスモ・バビロニア宣言の翌日、フロンティアIから脱出したシーブックの乗るスペース・ボート（F91は使用していない）を攻撃するC・VのMSを排除し、ボートを誤爆を防ぐ盾にして連邦軍の小型艦に投降する。艦長には投降の理由を「男の問題だな」と見抜かれている。スペース・アークには配属されないが、その後はアニメ版と同様に、ザビーネのベルガ・ギロスとの一騎討ちの末に撃破される。
漫画『機動戦士ガンダムF91 プリクエル』では、フロンティアIV侵攻以前にビギナ・ギナのテスト・パイロットを務めている。ドレルに「ビギナ・ギナを任せたぞ」と言われ、自分の専用機になると勘違いして喜ぶが、発言の真意は同機がベラに与えられる予定のためであり、その後試験を中断して偵察部隊に編入され、ダギ・イルスを与えられたことに不満を漏らす。

### ウジューヌ・ケスネル
民間用木星宇宙輸送船「サウザンズ・ジュピター」の艦長。当初の名称は役職のみであったが、『F91プリクエル』で名前が明らかにされた。
宇宙世紀0123年3月24日に6年ぶりに地球圏に到着するが、その際にC・V軍が2年間戦える量のヘリウム3を求めて拉致するも、艦長はC･V側の誠意に満ちた対応と理想に共感して協力を確約。艦とヘリウム3の明け渡しを表明してC･Vに与する。ロナ家の要請により、フロンティアIV政庁前でおこなわれた式典に妻とともに出席している。
なお、サウザンズ・ジュピター自体は登場が予定され設定画も描かれたが、細かいディテールが仇となり、5カットしかなかったこともありスケジュールの都合で削られた。『F91プリクエル』ではフロンティアIVの工事区画の港へ入港している。

### エメティ・ヘイズ
声 - 小林優子
アニメ版の設定では「女武官」であり、名前は小説版による。
帰還したベラに付き従う、金髪でショートカットの女性士官。フロンティアIV政庁前でおこなわれた式典の際にシーブックを発見し、ベラの命による確保を実行するが逃げられる。

### ジレ・クリューガー
Gilais Kreuger
声 - 小林清志
カロッゾの腹心。39歳。カロッゾが密かに進めていたラフレシア・プロジェクトを知る数少ない人物である。カロッゾとともにバグ運用母艦であるザムス・ガルに座乗し、フロンティアIで無差別殺戮を実行する。ラフレシア出撃後にザビーネ・シャルに問い詰められるが、自分は関知していないとしらを切り通して怒りを買い、ノーマルスーツのバイザーを銃で割られ、呼吸困難に苦しみながら宇宙をただよう。
漫画『F91プリクエル』では、元ブッホ社の経理とされる。コスモ貴族主義には興味がなく、マイッツァーの行動に対して口にはださないが不満をもっている。C・Vの士官となってからは横柄な態度をとり、MSパイロットたちからは不評を買っている。フロンティア・サイド侵攻を前に改修中のザムス・ガルの主砲の試射を指揮し、射線に無線を切ったザビーネ大隊のMSがいるにもかかわらず強行しようとする。しかし、ベルガ・ダラスに搭乗するドレル・ロナに止められる。
『機動戦士ガンダム シルエットフォーミュラ91』では、フロンティアIV侵攻の約1ヶ月前に起こったゼブラゾーン事件で、連邦軍やAE社と裏取引をおこなっており、連邦軍のバズ・ガレムソン大佐や、自軍のエース・パイロットであるシェルフ・シェフィールドの部隊を利用する。
スマートフォンゲームアプリ『機動戦士ガンダム U.C. ENGAGE』では、専用のベルガ・ギロスが準備されていたとされ、「蒼の部隊」を率いる計画だったとされる。

### ボブルス
声 - 稲葉実
ザビーネ大隊（黒の戦隊）所属のパイロット。デナン・ゲーに搭乗。フロンティアIでドレルの命を受け、突出するセシリーのビギナ・ギナを援護する。F91と交戦するビギナ・ギナとの間に割って入るが、右前腕部を破壊され墜落。劇中では生死不明だが、戦死したとする資料もある。

## 機動戦士ガンダムF91プリクエルの登場人物
本項では、アニメ版の前日譚を描いた漫画『機動戦士ガンダムF91プリクエル』にのみ登場する人物について列挙する。

### 民間人（プリクエル）
ク・ビラ
元連邦軍軍曹。ブッホ・コロニーへ向かう貨客船「スタービュー336」（少年期のザビーネら3人も搭乗）内で、赤ん坊の泣き声にいら立って船長に最短の航路に変更するよう指示する。元部下である船長は弱みを握られており、しぶしぶ暗礁宙域を航行し、その結果大型のデブリに衝突して座礁する（詳細はザビーネ・シャル#貨客船座礁事故を参照）。命じた本人は乗客に「心配ない」と嘘をつき、ひとり避難ボートで脱出する。
事故の報道によれば、当時37歳。貨客船のブラックボックスから真相が明らかになっているが、避難ボートは脱出後にデブリに衝突して大破しており、生存の可能性は皆無とされている。しかし、実際にはブッホ・エアロダイナミクス社の職員となっている。
C・Vの侵攻直前、「洗濯板」と呼ばれるドック内で清掃員として働いているところをクラウスが発見し、最終的にザビーネに射殺される（詳細はザビーネ・シャル#クロスボーン・バンガード入隊を参照）。事故の件を問い詰められても、赤ん坊の泣き声や船長の腕が悪く、自分のせいではないと主張している。
ベイオン・ガドイック
サナリィの技術者で（「博士」と呼ばれる）、モニカ・アノーとともにF91ヴァイタルのテストに立ち会う大柄な男性。モニカとはロンデニオンの大学時代からの付き合い。

### 地球連邦軍（プリクエル）
オクパル
階級は大佐。スキンヘッドで恰幅もよく、裏では「タコ大佐」と呼ばれている。サナリィ推しの派閥に属しており、F91の開発を急がせる。
カシム・ベガ
階級は少尉。ベガ3兄弟の末っ子で、バドムとミリアムの弟。
ほかのC・V指揮官候補らと同様に、マイッツァーとカロッゾの意向により連邦軍の士官学校に入学し、卒業後の0119年にザビーネとユウリの3名でサイド6コロニー「ペトリファイド・フォレスト」に赴任する。
その後、アナハイム・エレクトロニクス (AE) 社推しの派閥に選出されてサナリィに潜入させられたため、ブッホ・コロニーに帰れなくなりC・Vへの入隊もできなくなってしまう。F91ヴァイタル2号機のテスト・パイロットを務めたあと、「脱落」を名目にサナリィを去り、ライバル機であるAE社のネオガンダム（建造された2機が失われたため、余剰部品より構成される）のテスト・パイロットとなる。当時の階級は中尉。
グテルモ、ヤイキ
いずれも階級は少尉。競合試験を前に失われたネオガンダム2機の数合わせとして用意されたGキャノン・マグナのパイロットを務める。
シェル・バークス
ラー・カイラム級「ガーパイク」（本人は「巡洋艦」と呼んでいる）艦長。C・V襲撃直前の競合試験において、F91ヴァイタルの模擬戦に立ち会う。
スクード
階級は中佐。AE社推しの派閥に属しており、AE社職員に平然と「謝礼」を要求する。白髪に口髭と顎鬚を生やしており、裏で「イカ野郎」「イカ面（づら）」と呼ばれている。
ピケット
階級は中尉。F91ヴァイタル1号機のテスト・パイロット。当初はモニカに「テスト・パイロットはほかにいないのかしらね」と言われるありさまであるが、2号機のパイロットがレニに替わってからは触発されよく働くようになる。
競合試験の合間に母艦で休憩・仮眠しているうちにC・Vの襲撃が開始され、実戦装備に換装されたF91ヴァイタルのもとに向かうが、途中で敵艦の砲撃に巻き込まれて戦死。
マル・スクエア
F91の競合試験時に観測機の操縦を担当する。オクパルを「タコ大佐」呼ばわりし、モニカにたしなめられるも変えようとしない。
C・Vの襲撃時には観測機に搭乗していたため無事であり、モニカとともに月に向かう。
レニ・デリンジャー
階級は中尉。脱落したカシムに替わり、F91ヴァイタル2号機のテスト・パイロット補充要員として配属される。その際にサナリィにネオガンダムの稼働試験の映像資料を手渡す。ベイオンからは、真面目で若く体力もあるため「いいパイロット」と評される。
母親は地球に住んでおり、官僚の世話をする家政婦として働いている。

### クロスボーン・バンガード（プリクエル）
クラウス・ネイザー
ザビーネ大隊（黒の戦隊）所属のMSパイロットで、デナン・ゲーに搭乗。
旧名はクラウス・ブラウン。父は廃品回収業の社員だったが、放棄された貨客船からペットの動物を救うため扉を破壊したことが問題となり退職。ブッホ社に再就職しようと家族でブッホ・コロニーに向かうが、搭乗した貨客船が座礁事故を起こし、少年期のクラウスを残して両親は死亡、その後ブッホ・コロニーの資本家と養子縁組する。
事故の記事をいつももち歩いていたことが、事故の原因を作ったク・ベラの発見に繋がることとなる。結果的に両親の「仇討ち」を果たし、ダリアとともに涙する。
ダリア・タイラフェル
ザビーネ大隊所属の女性MSパイロットで、デナン・ゲーに搭乗。強気な性格。
旧名はダリア・リチャード。父は工業用MSの開発者であるが、クラウスと同様に貨客船座礁事故に巻き込まれて両親を失い、クラウスとは別の資本家と養子縁組する。
バドム・ベガ
ブッホ・ジャンク社の職員で、デナン・タイプに搭乗する。暗礁宙域でデブリを回収中に、座礁した貨客船を発見する。
その後C・Vに入隊、妹ミリアムとともに特務機関に編入される。
ビョウン
ザビーネ大隊所属のMSパイロットで、デナン・ゾンに搭乗。ベビーフェイスで、クラウスからは「心配性」と言われる。C・V入隊は鉄仮面の演説がおこなわれたあとである。
ミリアム・ベガ
女性で、左右で髪色が異なる。兄バドムと同じくブッホ・ジャンク社の職員で、デナン・タイプに搭乗する。「ベガ兄妹にお任せあれ」が口癖。
その後C・Vに入隊、中尉となる。鉄仮面から、C・V内でよからぬことを企てる者の調査のための特務機関を一任される。
ユウリ・シモンズ
女性。連邦軍の士官学校に入学し、卒業後ザビーネとカシムの3人で「ペトリファイド・フォレスト」に赴任する。
その後C・Vに入隊、ドレル大隊に配属されデナン・ゲーに搭乗する。侵攻直前には偵察戦隊に編入され、ダギ・イルスに乗り換える。
父は、マイッツァーやドレルが座乗する戦艦ザムス・ギリの艦長を務める。
ロン、スタン
ザビーネ大隊所属のMSパイロット。双子であり、つり目で前髪が長いが、それぞれ分け目が左右異なる。搭乗するデナン・ゾンも、ガズアルとガズエルのように肩アーマーや腕部兵装がそれぞれ左右逆になっている。名前ではなく「双子」と呼ばれることを嫌う。C・V入隊は鉄仮面の演説がおこなわれたあとである。